# Ansambel Bratov Avsenik
Gli Ansambel Bratov Avsenik sono stati un gruppo musicale folk sloveno originario dell'Alta Carniola.

## Storia
Il gruppo, formato inizialmente dai fratelli, Slavko Avsenik e Vilko Ovsenik, si è formato nel 1953 presso Begunje na Gorenjskem.
La band ha inventato un particolare genere folk Oom-pah chiamato Oberkrainer e ha venduto oltre 31 milioni di dischi e risultano essere gli artisti sloveni con il maggior numero di vendite nella storia. Il loro brano più famoso è "Na golici" del 1955, che risulta essere fra i brani strumentali più eseguiti nel mondo. La banda ebbe particolare successo in Slovenia, Austria, Germania e Svizzera. Il gruppo si è sciolto nel 1990 a causa dei problemi di salute di Slavko Avsenik.

## Formazione
- FISARMONICA
- Slavko Avsenik (1953-1990)
- CHITARRA
- Jože Kelbl (1953-1955)
- Lev Ponikvar (1955-1989)
- Renato Verlic (1989-1990)
- TROMBA
- Franc Košir (1954-1990)
- Jože balažic (1985-1990)
- CLARINETTO
- Vilko Ovsenik (1954-1957)
- Franc Tržan (1957-1961)
- Albin Rudan (1961-1990)
- BARITONO E CONTRABBASSO
- Franc Ogrizek (1953-1955)
- Mik soss (1955-1989)
- Igor Podpečan (1989-1990)
- CANTO
- Danica Filipčič (1954-1962)
- Franc Koren (1954-1974)
- Ema Prodnik (1962-1982)
- Jožica Svete (1974-1990)
- Alfi Nipič (1974-1990)
- Jožica Kalisnik (1982-1990)

## Discografia

### Album
- 1966 - Ein Abend mit den Oberkrainern
- 1977 - Die 20 Besten
- 1979 - Jeder hat sein Hobby

### Singoli
- 1955 - Na Golici
- 1957 - Na Robleku
- 1957 - Tam, kjer murke cveto
- 1957 - Na mostu
- 1959 - Prelepa Gorenjska
- 1963 - Pastirček
- 1965 - Mi se 'mamo radi
- 1966 - E e k' je luštno
- 1968 - Otoček sredi jezera
- 1970 - Na avtocesti
- 1973 - Prijatelji, ostanimo prijatelji
- 1974 - Slovenija, odkod lepote tvoje
- 1979 - Planica, Planica
- 1980 - Pod cvetočimi kostanji
- 1981 - Samo enkrat imaš 50 let
- 1984 - Prav fletno se imamo
- 1986 - Vse moje misli so pri tebi